# Hans-Hermann Dubben
Hans-Hermann Dubben (* 6. Mai 1955 in Eutin) ist ein deutscher Physiker an der Universität Hamburg.

## Leben
Nach dem 1973 erfolgten Abitur am Ostsee-Gymnasium Timmendorfer Strand begann Hans-Herman Dubben das Studium der Physik. Nach dem Diplom wurde Dubben wissenschaftlicher Angestellter an der Universität Hamburg. 1987 folgte die Promotion zum Dr. rer. nat., danach ein Aufenthalt als Gastwissenschaftler an der Northwestern University in Chicago. 2000 habilitierte er sich im  Fach Biophysik und Strahlenbiologie und erhielt den Hermann-Holthusen-Preis der Deutschen Gesellschaft für Radioonkologie (DEGRO). 2003 wechselte er zum Institut für Allgemeinmedizin, in dem er seit 2005 Mitglied des Promotionsausschusses für den Fachbereich Medizin ist. Außerdem erhielt er 2006 einen Lehrauftrag am Fachbereich Psychologie der Universität Hamburg. Dubben ist Autor mehrerer Bücher.

## Forschungsprojekte
Hans-Hermann Dubben beschäftigte sich mit der Erarbeitung populärwissenschaftlichen Informationsmaterials zum Problemkomplex des Publikationsbias sowie Irrtümern und Trugschlüssen in der biomedizinischen Forschung und der Wahrscheinlichkeitslogik.

## Werke
- mit Hans-Peter Beck-Bornholdt: Der Hund, der Eier legt. Erkennen von Fehlinformation durch Querdenken. Rowohlt, Reinbek bei Hamburg 1998.
- mit Hans-Peter Beck-Bornholdt: Der Schein der Weisen. Irrtümer und Fehlurteile im täglichen Denken. Rowohlt, Reinbek bei Hamburg 2001.
- mit Hans-Peter Beck-Bornholdt: Mit an Wahrscheinlichkeit grenzender Sicherheit. Logisches Denken und Zufall. Rowohlt, Reinbek bei Hamburg 2005.
- mit Hans-Peter Beck-Bornholdt: Unausgewogene Berichterstattung in der medizinischen Wissenschaft – publication bias. Institut für Allgemeinmedizin des Universitätsklinikums Hamburg-Eppendorf, Hamburg 2004, ISBN 3-00-014238-X (online).